# سفوپه، بوتسوانا
سفوپه (به انگلیسی: Sefophe) شهری در ناحیهٔ مرکزی کشور بوتسوانا است که در سال ۲۰۰۰ میلادی ۵٬۴۷۰ نفر جمعیت داشته که از این تعداد، ۲٬۶۶۲ نفر مرد و ۲٬۸۰۸ نفر زن بوده‌اند.